# Distretto di Pak Sé
Il distretto di Pak Sé è uno dei dieci distretti (mueang) della provincia di Champasak, nel Laos. Ha come capoluogo la città di Pakse.